# Anthrax arcus
Anthrax arcus är en tvåvingeart som först beskrevs av Meijere 1913.  Anthrax arcus ingår i släktet Anthrax och familjen svävflugor. Inga underarter finns listade i Catalogue of Life.